# 何處是我朋友的家
《何处是我朋友的家》（波斯語：‎）是一部1987年由伊朗导演阿巴斯·基亚罗斯塔米执导的电影。本片標題引用了詩人蘇赫拉布・塞佩里的作品，並被認為是阿巴斯的「寇科三部曲」之一，其他兩部分別為《生生長流》及《橄欖樹下的情人》，這三部片皆於伊朗吉蘭省的寇科村拍攝。该影片讲述一个小男孩在给同坐送作业本中遇到的故事。

## 獎項
| 年份 | 評獎名稱         | 獎項                      | 結果 |
| ---- | ---------------- | ------------------------- | ---- |
| 1987 | 伊朗黎明國際影展 | 最佳導演                  | 獲獎 |
| 1987 | 伊朗黎明國際影展 | 評審團特別獎              | 獲獎 |
| 1987 | 伊朗黎明國際影展 | 最佳劇本                  | 提名 |
| 1987 | 伊朗黎明國際影展 | 最佳影片                  | 提名 |
| 1987 | 伊朗黎明國際影展 | 最佳攝影                  | 提名 |
| 1987 | 法羅群島影展     | 最佳影片                  | 提名 |
| 1989 | 盧卡諾影展       | 銅豹獎                    | 獲獎 |
| 1989 | 盧卡諾影展       | 費比西獎-特別提及         | 獲獎 |
| 1989 | 盧卡諾影展       | 天主教人道精神獎-特別提及 | 獲獎 |
| 1989 | 盧卡諾影展       | 金豹獎                    | 提名 |

## 評價
乔纳森·罗森鲍姆（Jonathan Rosenbaum）称赞了本片，并称阿巴斯为当时“在世最伟大的电影人”。

## 外部連結
- 互联网电影数据库（IMDb）上《何處是我朋友的家》的资料（英文）
- 豆瓣电影上《何處是我朋友的家》的資料 （简体中文）
- 爛番茄上《何處是我朋友的家》的資料（英文）
- AllMovie上《何處是我朋友的家》的资料（英文）